# 李秉瑞
李秉瑞（1856年—1917年），中國清朝政治人物，廣西臨桂縣人，光緒九年進士，曾為禮部主事、臺灣民主國軍務大臣、近代義勇軍創建者。

## 生平
李秉瑞為光緒五年（1879年）己卯科舉人，光緒九年中式（1883年）癸未科三甲進士，任禮部学习主事。光绪十三年（1887年），光绪帝亲命李秉瑞等12人為「游历使」，與程绍祖前往德國考察。
光绪二十年（1894年），清日甲午戰爭爆發後，臺灣守備緊張。唐景崧署任巡撫後，先後調刑部主事俞明震、副將陳季同至臺，李秉瑞也主動請求效力。次年，清朝讓福建臺灣省予日本，士民反對無效，遂議自立。巡撫唐景崧改臺灣巡撫衙門為總統府。改台灣布政使司衙門為「臺灣承宣布政總理內務衙門」，以俞明震為督辦，李秉瑞及陳季同為會辦，掌管內政事務。改臺灣營務處為「臺灣軍務衙門」，以李秉瑞為督辦，俞明震為會辦，負責國防行政業務。另有「臺灣總理各國事務衙門」，以陳季同為督辦、李秉瑞為會辦，辦理對外交涉事務。